# Oruçpınar, Ortaköy
Oruçpınar là một xã thuộc huyện Ortaköy, tỉnh Çorum, Thổ Nhĩ Kỳ. Dân số thời điểm năm 2010 là 43 người.